# Arminio (Hasse, 1745/1753)
Arminio ist eine Opera seria in drei Akten von Johann Adolph Hasse mit einem Libretto von Giovanni Claudio Pasquini. Sie wurde am 7. Oktober 1745 im Opernhaus am Zwinger in Dresden uraufgeführt und 1753 überarbeitet. Diese Oper ist nicht verwechseln mit Hasses gleichnamiger Oper von 1730, die auf einem Libretto von Antonio Salvi basiert (→ Arminio (Hasse, 1730)).

## Inhalt
Die Handlung der Oper basiert auf dem Leben Arminius’, des Fürsten der Cherusker, der den Römern im Jahr 9 n. Chr. in der Varusschlacht mit der Vernichtung von drei Legionen eine ihrer verheerendsten Niederlagen beibrachte.

### Erster Akt
Der Anführer der Chatten Segeste informiert seine Tochter Tusnelda und seinen Sohn Segimiro, dass er ein Bündnis mit den Römern geschlossen habe. Da Arminio als Anführer der Cherusker aber den Römern weiterhin Widerstand leiste, sollen seine Kinder sämtliche Verbindungen zu Arminio abbrechen, Tusnelda also ihre Verlobung und Segemiro seine Freundschaft mit Arminio lösen.
Da Tusnelda Arminio liebt und auch Segimiro sehr freundschaftliche Gefühle für Arminio empfindet, bringt sie diese väterliche Anweisung in einen für die Barockoper typischen Konflikt, wem zu folgen sei.
Varo nun will im Auftrag von Augustus sämtliche Germanen durch Hochzeit befrieden und verlangt von seiner (Varos) Schwester Marzia, dass sie Arminio heirate. Marzia aber ist ihrerseits schon in Segimiro verliebt.
Es kommt zu einem Treffen zwischen Varo und Arminio, bei dem Varo dem Cheruskerfürsten seinen, den römischen Vorschlag unterbreitet. Arminio aber lehnt diesen Vorschlag und jegliche Unterordnung unter die Römer ab. Varo warnt Arminio, dass dieses sein Beharren Folgen haben werde.
Segimiro setzt Arminio von dem väterlichen Entschluss in Kenntnis und löst seine Freundschaft sowie im Auftrag die Verlobung mit Tusnelda. Arminio gibt daraufhin seiner Trauer Ausdruck, auf Tusnelda verzichten zu müssen.
Tusnelda indes will sich umbringen und steht am Abgrund einer Klippe, als Arminio gerade noch rechtzeitig kommt, um ihren Selbstmord zu verhindern. Tusnelda versucht Arminio zu überreden, sie doch springen zu lassen. Stattdessen jedoch will Arminio nun mit ihr zusammen fliehen. Tusneldas Vater Segeste, wird Zeuge, wie Arminio diesen Plan vor Tusnelda ausbreitet und lässt daraufhin beide festnehmen und liefert Arminio an Varo aus.

### Zweiter Akt
Nach seiner Überführung in Varos Haus sucht Segimiro Arminio ihn dort auf und will ihm helfen zu fliehen. Dieser Plan wird jedoch entdeckt und Arminio ins Verlies gesteckt. Dort fürchtet er nunmehr um das Leben sowohl von Segimiro als auch von Tusnelda.
Marzia begibt sich zu Segeste und fleht ihn an, doch Mitleid mit seiner Tochter zu haben und Tusnelda freizulassen.
Zurück in Varos Haus, verlangt Varo von Marzia, dass sie noch am selben Abend Arminio heiraten solle, ansonsten werde der aufsässige Arminio umgebracht. Trotz Zögerns akzeptiert Marzia, da sie weiß, da ansonsten Varo seinen Entschluss umsetzen würde.
Segeste erhält den Auftrag, zusammen mit Marzia Arminio gut zuzureden und ihm zugleich den Ernst der Lage kundzutun. Segeste aber schickt an seiner statt seinen Sohn (Segimiro) und Tusnelda. Segimiro sieht darin die Chance, Arminio zu befreien, sagt dies aber seiner Schwester nicht. Stattdessen fleht er sie an, sie müsse Arminio überreden, Varos Plan zuzustimmen und Marzia zu heiraten.
Schweren Herzens bittet Tusnelda Arminio, sein Leben zu retten und mit den Römern durch seine Heirat mit Marzia Frieden zu schließen. Arminio lehnt diesen Vorschlag brüsk ab und bekräftigt seine Liebe für und Treue zu Tusnelda.
In Trauer verabschiedet sich Tusnelda von Arminio und tritt ab. Kurz darauf betritt Segimiro in der Verkleidung eines römischen Soldaten das Gefängnis, nimmt Arminio die Ketten ab und dessen Platz ein. Arminio solle die römische Uniform anziehen und so unerkannt fliehen.

### Dritter Akt
Arminio findet Tusnelda und setzt sie davon in Kenntnis, dass er, dank ihres Bruders, in Freiheit sei. Tusnelda fleht ihn an zu fliehen, doch bevor er das tut, versichert Arminio ihr erneut seine unauslöschliche Liebe.
Marzia sucht ihren Bruder auf und bekennt ihm, im Beisein von Segimiros Vater, ihre Liebe zu Segimiro und erklärt den beiden, dass sie alle Konsequenzen tragen werde.
Tullo tritt hinzu und verlautbart, dass aufständische Truppen im Anmarsch seien. Varo schickt Wachen ins Verlies, Arminio zu holen, doch statt Arminio wird Segimiro heraufgeführt. Segeste gibt seinem Zorn ob des Verrats und Treuebruchs durch seinen Sohn Ausdruck und versucht Segimiro umzubringen, wird aber von Varo gestoppt.
Varo zieht in die Schlacht, um den Aufstand Arminios niederzuwerfen. Segeste bleibt zurück und lässt seine beiden Kinder erneut ins Verlies werfen. Beeindruckt vom Mut und der Standhaftigkeit der vermeintlichen Barbaren, schenkt Tullo Segimiro und Tusnelda die Freiheit.
Auf dem Schlachtfeld besiegt Arminio die Römer. Mit dem Schwert in der Hand droht Segeste daraufhin, Tusnelda umzubringen, aber Arminio gelingt es seine Geliebte zu befreien. Als Arminio dann aber das Schwert gegen ihren Vater erhebt, treten seine beiden Kinder ihm entgegen und verlangen von Arminio Segeste zu verschonen.
Von ihrer Tugend und Treue beeindruckt, lässt Arminio sein Schwert sinken. Segeste überkommt daraufhin Scham und er will sich mit seinen Kindern und auch mit Arminio versöhnen. Arminio seinerseits verkündet seinen Entschluss auch mit Varo Frieden zu schließen, wird aber in dem Moment von Tullo in Kenntnis gesetzt, dass Varo sich umgebracht habe.
Segimiro findet Marzia und entschuldigt sich bei ihr dafür, den Tod ihres Bruders mit verursacht zu haben. Am Ende sind alle Überlebenden versöhnt, bekommen, was sie schon die ganze Zeit wollen und besingen ihr Glück und danken den Göttern dafür. Im Schlusschor bringen sie auch zum Ausdruck, dass Tyrannen, die andere unterdrücken, von den Göttern zur Verantwortung gezogen werden.

## Werkgeschichte
Den neuen Arminio schrieb Hasse in Dresden. Er nutzte dafür nicht das Libretto von Antonio Salvi, das er 15 Jahre zuvor benutzt hatte, sondern die Vorlage des seit 1742 in Nachfolge des am 16. April 1742 dort verstorbenen Hofdichters Stefano Pallavicini nach Dresden berufenen Giovanni Claudio Pasquini.

### Uraufführung in Dresden am 7. Oktober
Die Premiere der zweiten, Dresdner Fassung des Arminio fand zu den Namenstagsfeierlichkeiten des Sächsischen Kurfürsten Friedrich August III am 7. Oktober 1745 aufgrund der Kampfhandlungen im Rahmen des Zweiten Schlesischen Krieges ausnahmsweise nicht, wie sonst üblich, im Jagdschloss Hubertusburg, sondern im Opernhaus am Zwinger in Dresden statt.
In dieser ersten Aufführung waren die Rollen wie folgt besetzt:
- Varo – Ventura Rocchetti
- Arminio – Domenico Annibali
- Segeste – Angelo Amorevoli
- Tusnelda – Faustina Bordoni
- Segimiro – Giovanni Bindi
- Marzia – Maria Rosa Negri
- Tullo – Joseph Schuster

Aufgrund des Krieges waren die Feierlichkeiten auch generell bescheidener und es fand nur eine Aufführung statt.

#### Wiederholung der Erstaufführung für Friedrich II. von Preußen am 19. Dezember 1745
Friedrich II. von Preußen ließ, nachdem er Dresden am 18. Dezember 1745 eingenommen hatte, die Oper während der neuntägigen „Besatzung“ durch die preußische Armee am 19. Dezember einmalig „mit allen Verzierhungen und Ballets“ wiederaufführen und veranlasste ein Jahr später eine „mit besonderer Sorgfalt“ besorgte Wiederaufnahme der Oper an seinem Theater in Berlin.

### Wiederaufführung in Dresden am 8. Januar 1753
Zur Eröffnung des Karnevals am 8. Januar 1753 erfolgte in Dresden eine Wiederaufnahme des Arminio – in neuer Besetzung in den meisten Rollen, da sich Hasses Frau Faustina Bordoni von der Bühne zurückgezogen hatte und auch der Kastrat Giovanni Bindi 1750 gestorben war.
So traten in der Wiederaufnahme die „neue“ Primadonna am sächsischen Hofe Teresa Albuzzi-Todeschini und der 1752 als Nachfolger für Bindi angestellte Giuseppe Belli als die neuen Stars auf. Daneben glänzte einer der bestbezahlten Tenöre seiner Zeit, Angelo Amorevoli, als Segeste. Dieselbe Rolle hatte Amorevoli bereits 1741 in Giuseppe Scarlattis Arminio in Germania gesungen.
- Varo – Bartolommeo Puttini
- Arminio – Angelo Maria Monticelli
- Segeste – Angelo Amorevoli
- Tusnelda – Teresa Albuzzi-Todeschini
- Segimiro – Giuseppe Belli
- Marzia – Caterina Pilaja bzw. im Libretto Catterina Pillaja
- Tullo – Joseph Schuster

Von der zweiten Dresdner Aufführung sind Federzeichnungen der Kostüme überliefert.

Sänger der Wiederaufführung von 1753
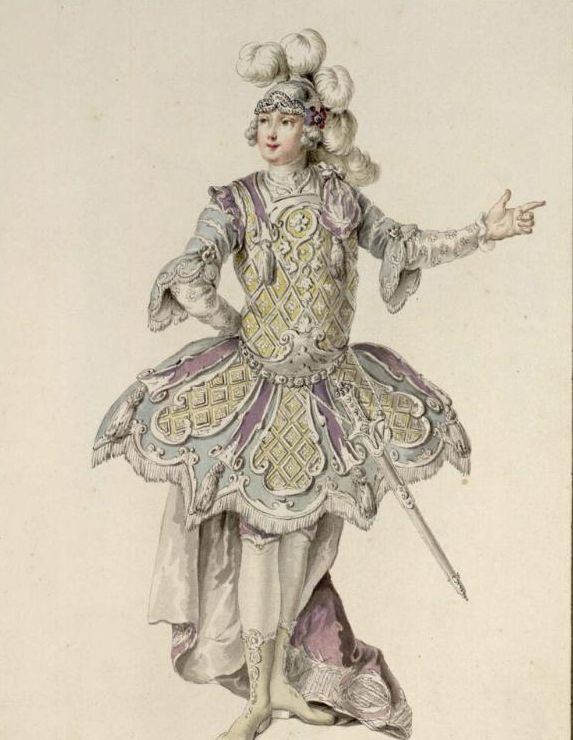
Bartolommeo Puttini (Varo)
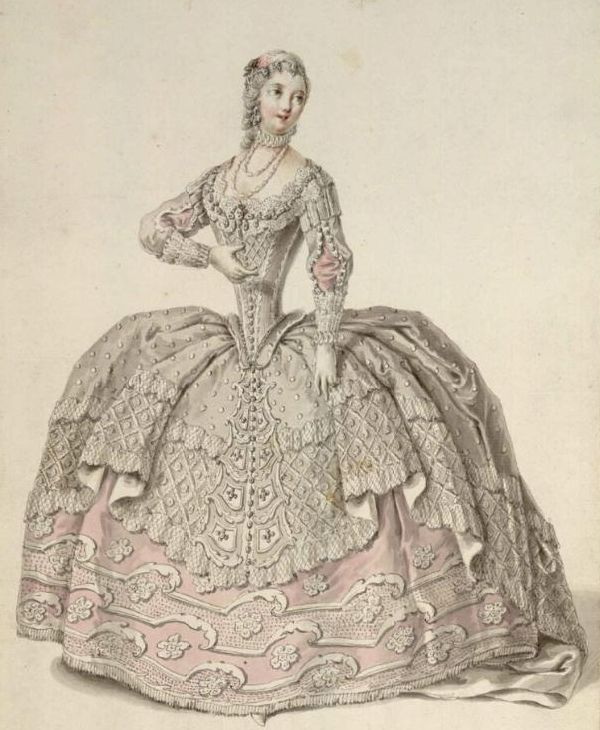
Teresa Albuzzi-Todeschini (Tusnelda)
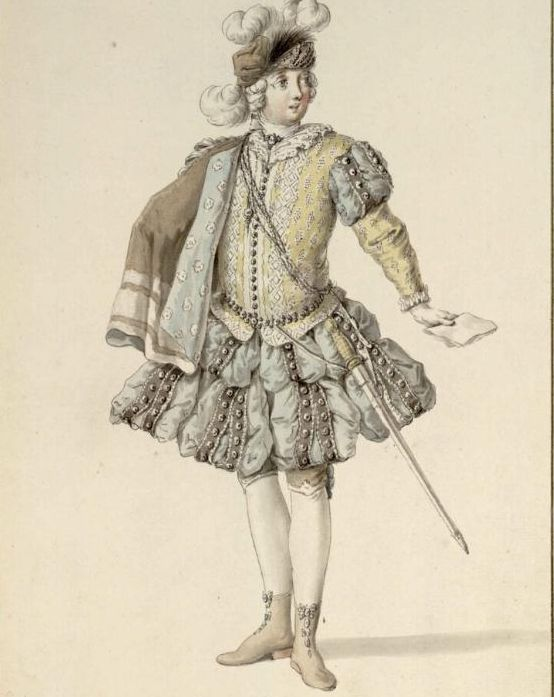
Angelo Maria Monticelli (Arminio)
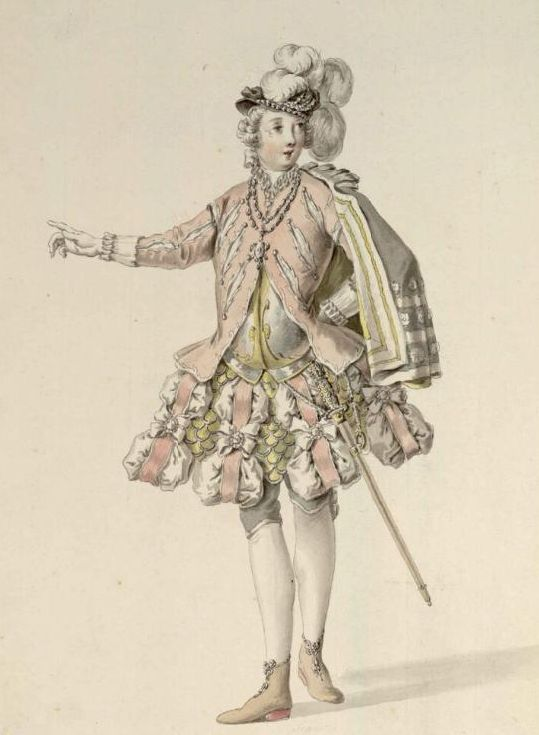
Angelo Amorevoli (Segeste)
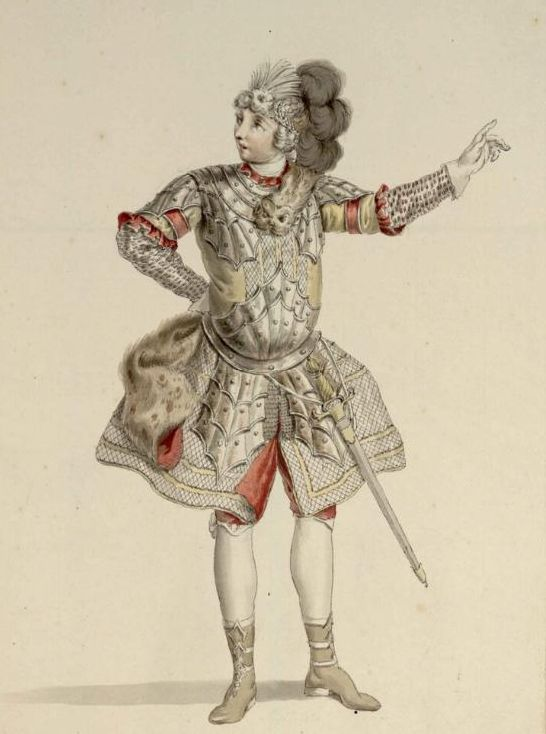
Giuseppe Belli (Segimiro)

### Aufführung am Dresdner Hof im Exil in Warschau am 3. August 1761
Während des Siebenjährigen Krieges und des damit verbundenen „Exils“ des Dresdner Hofes in Warschau fand am 3. August 1761 eine Aufführung des Hasseschen Arminio, offensichtlich ohne Beteiligung des Komponisten, in Warschau statt.
Die Besetzung ist im Libretto nicht überliefert.

### Aufführungen in Berlin ab 1746
Zum Karneval 1746/47 ließ Friedrich II. in Berlin eine eigene Aufführung des Hasseschen Arminio an seinem Königlichen Hoftheater produzieren. Die erste Aufführung fand am 30. Dezember 1746 im Berliner Hoftheater statt. Die Besetzung wurde anhand eines Garderobeninventars und von Angaben in der unvollständigen Ariensammlung rekonstruiert:
- Varo – Antonio Uber detto Porporino (Anton Hubert)
- Arminio – Pasquale Bruscolini
- Segeste – Antonio Romani
- Tusnelda – Giovanna Gasparini
- Segimiro – Felice Salimbeni
- Marzia – Benedetta Molteni
- Tullo – Paolo Bedeschi[3]

#### Unterschiede der Berliner Fassung 1747 zur Urfassung Dresden 1745
Die Musik des Arminio war für die Berliner Aufführung geringfügig modifiziert worden. Insbesondere musste Carl Heinrich Graun, da kein Bass wie Joseph Schuster zur Verfügung stand, die Arie des Tullo neu komponieren. Darüber hinaus schrieb er auch den Schlusschor neu. Darüber hinaus wurden 6 Arien transponiert, d. h. dem Stimmumfang der Sänger in Berlin angepasst.
Nach Aussage von Pümicke „wetteiferten“ Hasses Arminio und die zuvor zur Erstaufführung gekommene Oper Cajo Fabricio von Carl Heinrich Graun „übrigens um den Vorzug“.
Arminio war – nach La clemenza di Tito (1743) – die zweite Oper Hasses, die am Berliner Opernhaus aufgeführt wurde. Beide zusammen legten den Grundstein für eine – insbesondere nach Grauns Tod 1759 und dem Ende des Siebenjährigen Krieges intensivierte – Tradition Hassescher Musik in Berlin. Dem Geschmack Friedrich II. von Preußen geschuldet, bestimmten Graun und Hasse noch bis zu seinem Tod den Spielplan der Berliner Oper.

#### Wiederaufnahme in Berlin 1773/1774
In diesem Rahmen kam es zum Karneval 1773/1774 eine erneute Aufführung des Hasseschen Arminio in folgender Besetzung:
- Varo – Paolo Bedeschi (hatte 1746/47 den Tullo gesungen)
- Arminio – Antonio Uber detto Porporino (Anton Hubert, hatte 1746/47 den Varo gesungen)
- Segeste – Signor Grassi
- Tusnelda – Elisabeth Mara
- Segimiro – Giovanni Carlo Concialini
- Marzia – Signora Potenza
- Tullo – nicht bekannt

Karl Heinrich Siegfried Rödenbeck beschreibt in seinem Tagebuch oder Geschichtskalender aus Friedrichs des Großen Regentenleben (1740–1786) (Bd. 3, S. 90, Eintrag für den 24. Dezember 1773) den Karneval 1773/74 wie folgt:

„Anfang des Carnevals. Die Ordnung desselben war: Sonntag und Mittwoch Mittag: die gewöhnliche Cour beim König; Sonntag Abend: Cour bei der verwittweten Prinzessin von Preußen; Montag: Oper; Dienstag: Redoute; Mittwoch: Französisches Schauspiel; Donnerstag: Cour bei der Prinzessin von Preußen; Freitag: Oper; Sonnabend: Ruhe. Die Opern waren: 1) Arminius, 2) Demophantes. Die französischen Schau- und Trauerspiele: Britannicus, le menteur, Titus, le Chevalier à la mode, Ariane.“

#### Wiederaufführung in Berlin 1842
Selbst im 19. Jahrhundert, im Jahr 1842, wurde Hasses Arminio, neben anderen Barockopern, noch einmal wiederbelebt. Dies war jedoch eine einmalige Angelegenheit und führte nicht zu einem längeren Hasse-Revival. Die einzige auf Dauer eingerichtete Erhaltung von Barockmusik in Berlin waren die jährlich stattfindenden Oratoriumsmusiken von Graun, aber mehr noch der Werke von Johann Sebastian Bach, an der Berliner Sing-Akademie.

### Wien 1747
Zu ihrem Geburtstag am 13. Mai 1747 ließ Kaiserin Maria Theresia von Österreich den Hasseschen Arminio von 1745 auch in Wien aufführen. Zuletzt wurde dies als Parteinahme der Habsburger für ihre verbündeten Sachsen und als „Flaggezeigen“ gegen den preußischen Rivalen im Schlesischen Krieg gedeutet.

### Braunschweig 1747
Ebenfalls im Jahr 1747 kam Hasses Arminio auch in Braunschweig unter dem leicht geänderten und deutschen Titel Hermann und Varus auf die Bühne. Ein Vergleich der Libretti ergab, dass für die Braunschweiger Produktion überwiegend dieselben Kürzungen im Vergleich zum Dresdner Original vorgenommen wurden wie bei der Aufführung in Berlin. Dies legt nahe, dass die Produktion von Berlin übernommen wurde.
Im Unterschied jedoch zur Aufführung in Berlin wurden in Braunschweig die Rezitative offensichtlich, mit Ausnahme einer Szene, auf Deutsch gesungen, denn das Libretto bringt nur für die italienischsprachigen Arien eine Übersetzung. Die Namen der handelnden Personen wurde eingedeutscht zu Varus, Hermann, Segestes, Thusnelde, Marzia, Sigmar und Tullus.

### Moderne Wiederaufführung 2016
2016 gab es eine Wiederaufführung des Arminio von Hasse und Pasquini in Warschau mit dem Orkiestra Historyczna aus Katowice (Schlesien).

## Libretti und Noten / Partituren
- Libretto UA Dresden 1745 (Ita+Deu), dasselbe auch bei Google Books
- Libretto UA Dresden 1745 (nur Italienisch)
- Partitur (Dresden 1745) Akt 1+2 komplett
- Partitur (Dresden 1745) Auszüge
- Partitur (Dresden 1753) komplett
- Partitur (Dresden 1753) Akt 1
- Partitur (Dresden 1753) Akt 2
- Partitur (Dresden 1753) Akt 3
- Libretto Berlin 1746 (Italienisch und Deutsch)
- Libretto Berlin 1746/1747 (Ita+Deu)
- Libretto Wien 1747 (nur Italienisch)
- Libretto Warschau 1761 (nur Italienisch)[A 6]